# Simplice de Rome
Ne doit pas être confondu avec Simplice (pape).
Simplice de Rome est un martyr de l'année 303, considéré comme saint par l'Église catholique et par l'Église orthodoxe. L'étymologie de son nom vient du latin simplex veut dire « simple ». Il est le frère de saint Faustin et de sainte Béatrice (ou Beatrix ou Viatrix). Il est célébré le 29 juillet avec sa fratrie et un homme nommé Rufus,.

## Biographie
Les deux frères sont arrêtés pendant la persécution de Dioclétien. Décapités, leurs corps furent jetés dans le Tibre à Rome en 303 (ou 287 selon le récit de la Légende dorée). Leur sœur nommée Béatrice retira leurs dépouilles du fleuve et les ensevelit honorablement sur la voie de Porto, dans le cimetière de Générosa, malgré l'interdiction impériale. À son tour, elle mourut en martyre.   

## Postérité
Le martyre de Simplice et de sa fratrie est évoqué par Jacques de Voragine dans La Légende dorée (lire en ligne).   